# Petter Conrad Boman
Petter (Pehr) Conrad Boman, född 6 juni 1804, död 17 mars 1861, var en svensk musikskribent, tonsättare och tulltjänsteman.

## BIografi
Boman var medarbetare i den av Wilhelm Bauck redigerade Ny Tidning för Musik och musikkritiker i Post- & Inrikes tidningar. Han föreläste i musikhistoria och katalogiserade Kungliga Musikaliska Akademiens bibliotek på 1850-talet. Boman invaldes den 15 december 1849 som ledamot nr 319 av Kungliga Musikaliska Akademien. 
Boman var den som trots Dybecks protester lät publicera dennes text och melodi till Du gamla, du friska. Av hans kompositioner kan nämnas operan Byn i bergen och sångspelet Ljungby horn och pipa av Gudmund Leonhard Silverstolpe, båda uppförda på Kungliga teatern, Gustaf Vasas dröm kantat med orkester samt Värmlandsvisan med variationer för piano. Boman har även utgett flera sånghäften och översatt Andreas Christian Birchs Dramatik oder Darstellung der Bühnenkunst (1850). Boman var även kamrerare i generaltullstyrelsen.